# Culture de Marksville

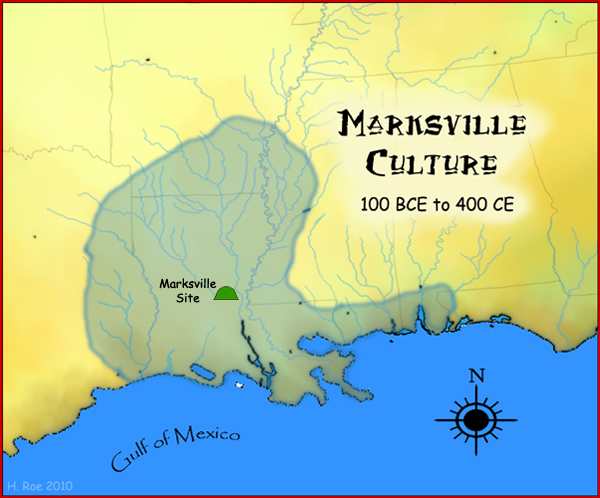
Carte d'extension de la culture de Marksville.

La culture de Marksville est une culture archéologique de la basse vallée du Mississippi, de la vallée de la Yazoo et de celle de la Tensas, en Louisiane, Mississippi, Missouri et Arkansas. Elle s'étendait vers l'est le long du golfe du Mexique jusqu'à la baie de Mobile. Elle tire son nom du site préhistorique indien de Marksville, dans la paroisse des Avoyelles, en Louisiane.
La culture de Marksville a duré de -100 à 400. Elle était contemporaine de la culture Hopewell de l'Ohio et de l'Illinois. Elle a évolué à partir de la culture de Tchefuncte et a débouché sur les cultures baytown et de Troyville (en), puis plus tard sur celles de Coles Creek (en) et de Plum Bayou (en). Elle est considérée comme l'ancêtre des peuples Natchez et Taensas.

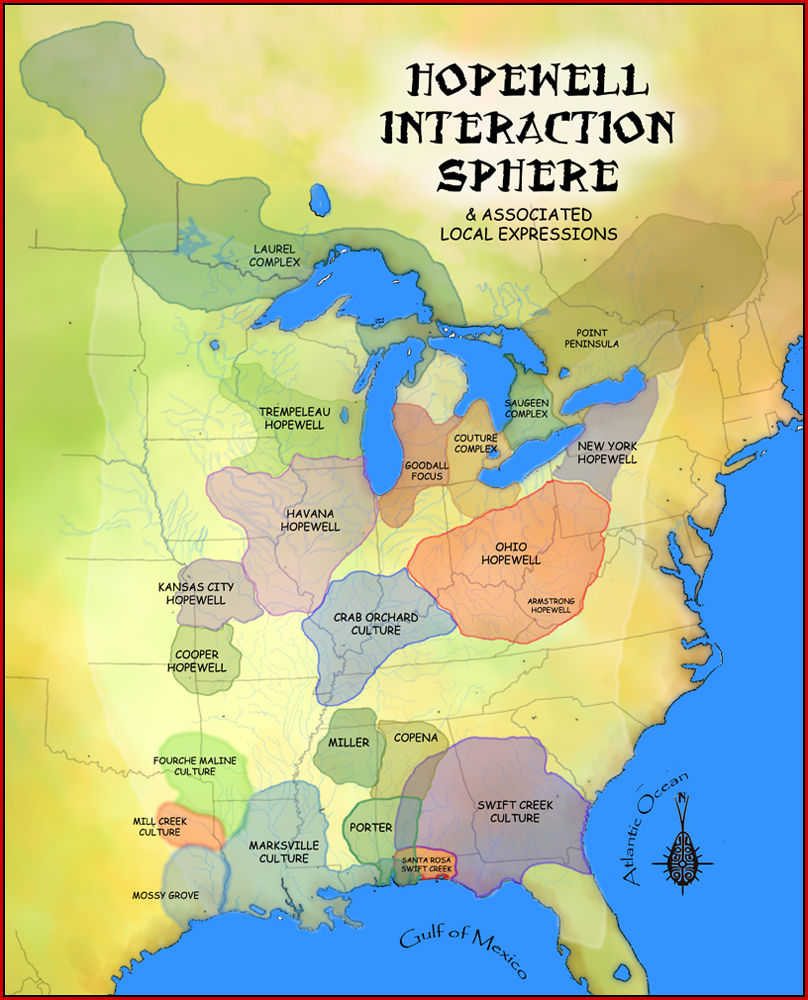
La culture de Marksville au sein du réseau commercial de la culture Hopewell.

## Description

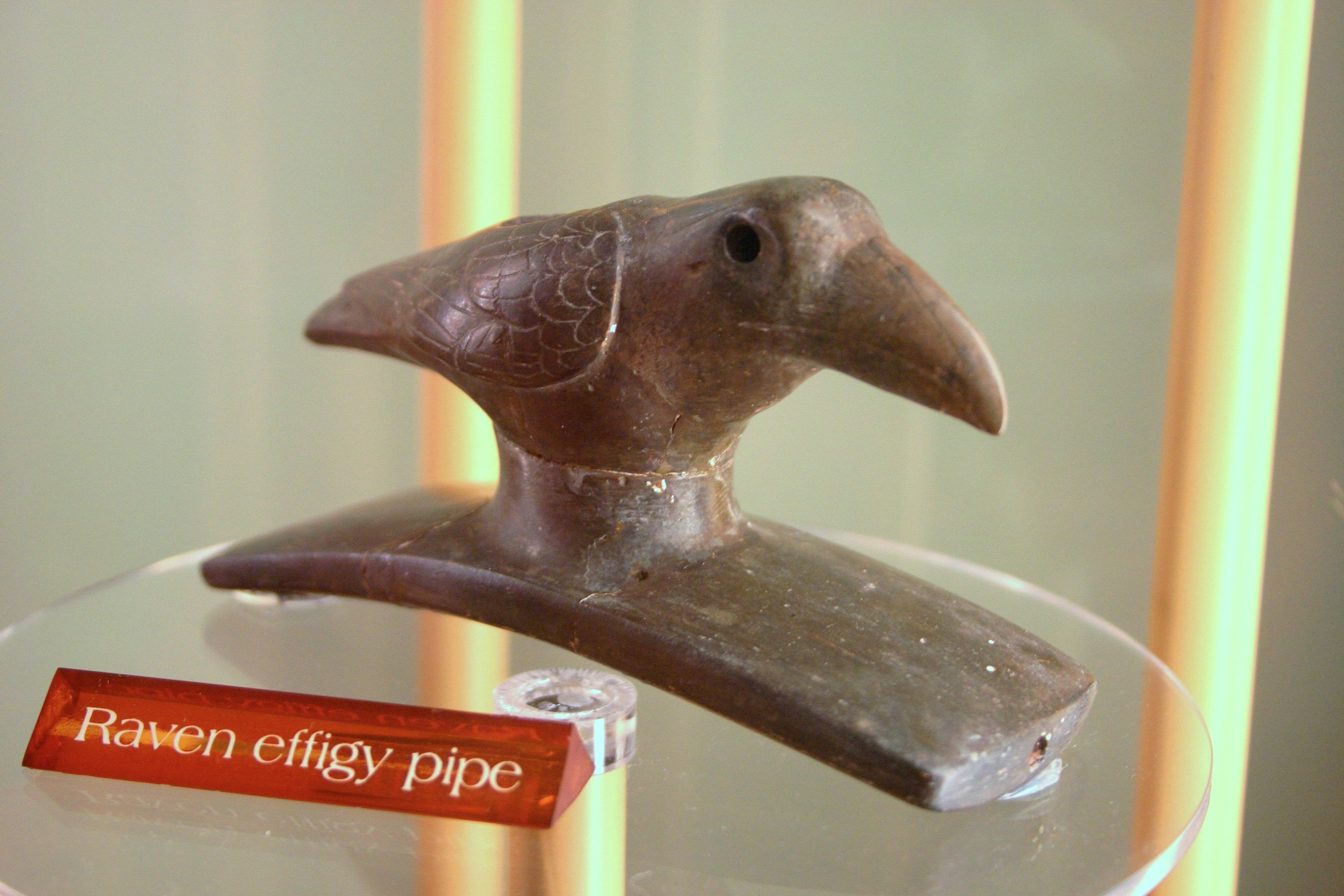
Pipe de terre de la culture Hopewell (Ohio).

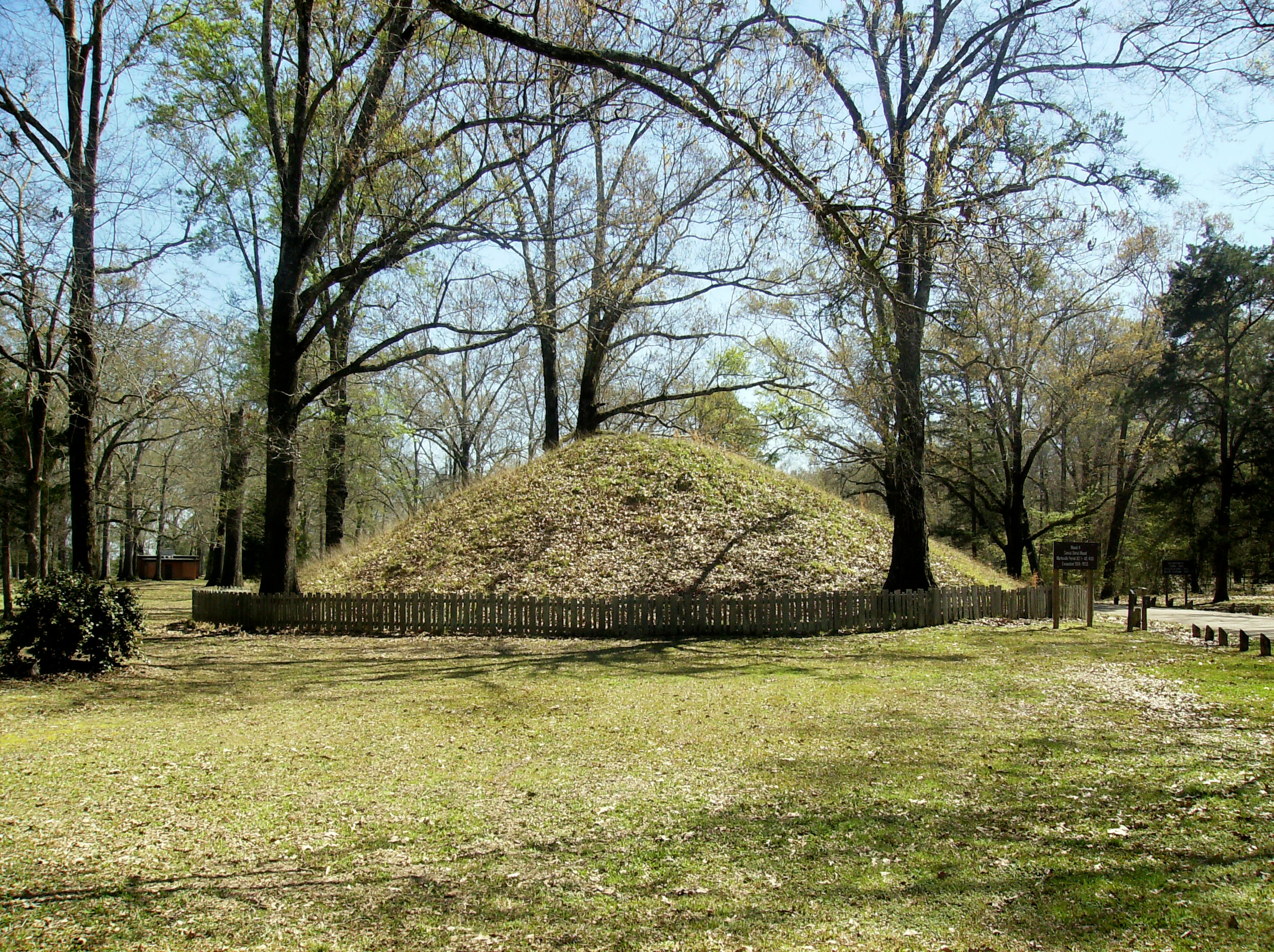
Un tumulus funéraire du site de Marksville.

La culture Hopewell était partagée par un ensemble de populations dispersées, mais reliées par un important réseau de routes commerciales communes. La culture de Marksville se trouvait dans le sud de ce réseau.
Ses établissements étaient grands et habituellement situés sur les terrasses de cours d'eau importants. Les fouilles des tumulus funéraires de cette époque suggèrent que ceux-ci ont été construits pour des personnes de statut social élevé ; leurs présents funéraires comprennent des objets d'importation comme des flûtes de pan, des boucles d'oreille, des bracelets et des perles de cuivre, des minéraux rares, des pipes en pierre, des figurines en mica, des coquillages marins, des perles d'eau douce et des ciseaux de pierre verte. Les pipes avaient une base plate et un trou pour le tuyau, avec le fourneau au centre. Elles comportent souvent des figures animales, le fourneau se trouvant dans leur dos.
Les cérémonies funéraires étaient un aspect important de la culture de Marksville. Les tumulus étaient construits en plusieurs étapes, sur plusieurs années, à partir d'une plate-forme plate et basse. Les cérémonies qui s'y déroulaient pouvaient être espacées de plusieurs années, et ceux qui mouraient dans l'intervalle étaient temporairement conservés à d'autres endroits, avant d'être rassemblés et inhumés ensemble.

## Poterie
Bien que fabriquée dans l'argile locale, la poterie de Marksville a des formes et ses décors similaires à celle trouvée dans l'Illinois et dans l'Ohio. Un récipient typique est haut de 8 à 13 cm, pour un diamètre de 8 à 18, avec souvent des décors géométriques ou figuratifs, habituellement des oiseaux stylisés. Cette poterie décorée était principalement destinée aux cérémonies, d'autres ustensiles plus simples servant à l'usage quotidien.
La poterie de Marksville a influencé la poterie de Santa Rosa, caractéristique de la culture de Santa Rosa-Swift Creek (en), qui s'étendait à la même époque plus à l'est le long du golfe du Mexique,.